# Јован Бањанин
Јован Бањанин (Госпић, 1874 – Лондон, 1960) је био српски политичар, сенатор и публицист.
Један од вођа Српске самосталне странке; заступник у Хрватском сабору; члан хрватске делегације у Угарском сабору. Уредник Новог Србобрана. У Првом свјетском рату био је члан Југославенског одбора. У међуратном периоду био је члан Југословенске националне странке. Пред Други свјетски рат постао је члан Симовићеве владе.